# Lijst van rijksmonumenten in Sloten (Friesland)
De plaats Sloten (Sleat) in de provincie Friesland telt 50 inschrijvingen in het rijksmonumentenregister. Het centrum is een beschermd stadsgezicht.
| Object | Oorspronkelijke functie?  | Bouwjaar                                          | Architect                | Locatie                  | Coördinaten?                  | Nr.?   | Afbeelding                                            |
| --- | ------------------------- | ------------------------------------------------- | ------------------------ | ------------------------ | ----------------------------- | ------ | ----------------------------------------------------- |
| Woudsenderwaterpoort, keermuren | Fort, vesting en -onderdl | 1768                                              |                          | Lindengracht t.o. 6      | 52° 53' 44" NB, 5° 38' 46" OL | 18210  | Meer afbeeldingen                                     |
| Gepleisterd huisje zonder verdieping, met door pannen gedekt schilddak. Inwendig in de woonkamer een betimmering en schouw uit de 18e eeuw | Woonhuis                  | 18e eeuw                                          |                          | Baanweg 95               | 52° 53' 37" NB, 5° 38' 42" OL | 33837  | Meer afbeeldingen                                     |
| Onderkelderd woongedeelte van een kop-hals-romp boerderij | Boerderij                 |                                                   |                          | Achterom 103             | 52° 53' 38" NB, 5° 38' 41" OL | 33838  | Meer afbeeldingen                                     |
| Boerderij van het kop-hals-romp type met onderkelderd woongedeelte | Boerderij                 |                                                   |                          | Baanweg 96               | 52° 53' 37" NB, 5° 38' 39" OL | 33839  | Meer afbeeldingen                                     |
| De Kaai | Industrie- en poldermolen | 1755                                              |                          | Bolwerk Zuidzijde 81     | 52° 53' 37" NB, 5° 38' 47" OL | 33840  | Meer afbeeldingen                                     |
| Boerderijtje onder zadeldak tegen puntgevel; twee vensters met twaalfruiten en twee ronde lichtopeningen in de top | Boerderij                 |                                                   |                          | Jachthaven 5             | 52° 53' 35" NB, 5° 38' 46" OL | 33841  | Meer afbeeldingen                                     |
| Woonhuis met 6-ruitsvensters en afgeschuind zadeldak aan de voorzijde | Woonhuis                  | 18e eeuw                                          |                          | Bolwerk Zuidzijde 87     | 52° 53' 37" NB, 5° 38' 44" OL | 33842  | Meer afbeeldingen                                     |
| Pand met trapgevel met toppilaster. Negen en twaalfruits vensters | Woonhuis                  | 17e eeuw                                          |                          | Dubbelstraat 213         | 52° 53' 42" NB, 5° 38' 42" OL | 33843  | Meer afbeeldingen                                     |
| Hervormde pastorie | Woonhuis                  | 1610 (rechterdeel) 1671 (linkerdeel) 1971 (rest.) | J.J.M. Vegter (1971)     | Heerenwal 53             | 52° 53' 40" NB, 5° 38' 45" OL | 33844  | Meer afbeeldingen                                     |
| Eenvoudig pand onder voor afgeschuind zadeldak met topschoorsteen waarop bord | Woonhuis                  | 18e eeuw                                          |                          | Heerenwal 59             | 52° 53' 39" NB, 5° 38' 46" OL | 33845  | Meer afbeeldingen                                     |
| 't Botervat | Werk-woonhuis             | 1776                                              |                          | Heerenwal 61             | 52° 53' 39" NB, 5° 38' 46" OL | 33846  | Meer afbeeldingen                                     |
| Eenvoudig pand onder voor afgeschuind zadeldak. Achtruitsvenster naast ingang; dakkapel | Woonhuis                  |                                                   |                          | Heerenwal 63             | 52° 53' 38" NB, 5° 38' 47" OL | 33847  | Meer afbeeldingen                                     |
| Eenvoudig pand onder zadeldak tussen twee puntgevels. Zesruitsvensters | Woonhuis                  |                                                   |                          | Heerenwal 65             | 52° 53' 38" NB, 5° 38' 47" OL | 33848  | Meer afbeeldingen                                     |
| Eenvoudig pand onder voor afgeschuind zadeldak. Topschoorsteen en dakkapel | Woonhuis                  |                                                   |                          | Heerenwal 67             | 52° 53' 37" NB, 5° 38' 47" OL | 33849  | Meer afbeeldingen                                     |
| Hoekpand onder zadeldak tegen klokgevel met gedecoreerde deklijsten, gezwenkte bekroning en aanzetkrullen | Woonhuis                  | 1764                                              |                          | Heerenwal 46             | 52° 53' 42" NB, 5° 38' 44" OL | 33850  | Meer afbeeldingen                                     |
| Stadhuis van Sloten | Bestuursgebouw en onderdl | 1761 (voorbouw, kern mogelijk ouder)              |                          | Heerenwal 48             | 52° 53' 41" NB, 5° 38' 44" OL | 33851  | Meer afbeeldingen                                     |
| Hervormde Kerk | Kerk en kerkonderdeel     | 1647 1969-'70 (rest.)                             | J.J.M. Vegter (1969-'70) | Heerenwal 52             | 52° 53' 41" NB, 5° 38' 46" OL | 33852  | Meer afbeeldingen                                     |
| Pand met zolderverdieping onder zadeldak tegen gepleisterde puntgevel | Woonhuis                  | 1694 1789 (gevel)                                 |                          | Heerenwal 54             | 52° 53' 40" NB, 5° 38' 45" OL | 33853  | Meer afbeeldingen                                     |
| Voormalig kaaspakhuis | Woonhuis                  | 17e eeuw                                          |                          | Heerenwal 58             | 52° 53' 39" NB, 5° 38' 46" OL | 33854  | Meer afbeeldingen                                     |
| Pand met verdieping onder zadeldak tegen tot puntgevel vereenvoudigde topgevel. Gevelsteen gekroond botervat | Opslag                    | 1767                                              |                          | Heerenwal 60             | 52° 53' 39" NB, 5° 38' 46" OL | 33855  | Meer afbeeldingen                                     |
| Eenvoudig pand onder voor afgeschuind zadeldak met topschoorsteen waarop bord. 15-ruitsvensters, muurankers en hoekblokken | Woonhuis                  |                                                   |                          | Heerenwal 62             | 52° 53' 38" NB, 5° 38' 47" OL | 33856  | Meer afbeeldingen                                     |
| Eenvoudig pand onder zadeldak tegen puntgevel achter; voor afgeschuind | Woonhuis                  |                                                   |                          | Heerenwal 64             | 52° 53' 38" NB, 5° 38' 47" OL | 33857  | Meer afbeeldingen                                     |
| Eenvoudig pand onder voor afgeschuind zadeldak | Woonhuis                  |                                                   |                          | Heerenwal 66             | 52° 53' 37" NB, 5° 38' 47" OL | 33858  | Meer afbeeldingen                                     |
| Lemsterwaterpoort | Brug                      | 1821 1918 (rest.)                                 |                          | bij Bolwerk Zuidzijde 81 | 52° 53' 39" NB, 5° 38' 48" OL | 33859  | Meer afbeeldingen                                     |
| Woonhuis met verdieping onder voor afgeschuind zadeldak met topschoorsteen waarop bord. Vier bewerkte stoeppalen verbonden door kettingen | Woonhuis                  |                                                   |                          | Lindengracht 11          | 52° 53' 43" NB, 5° 38' 44" OL | 33860  | Meer afbeeldingen                                     |
| Woonhuis met zolderverdieping onder zadeldak tegen gepleisterde puntgevel. Vier stoeppalen verbonden door stekelkettingen | Woonhuis                  | 1825                                              |                          | Lindengracht 13          | 52° 53' 43" NB, 5° 38' 44" OL | 33861  | Upload foto                                           |
| Woonhuis met verdieping onder diep zadeldak, voorzijde afgeschuind. Topschoorsteen met bord. Stoep met vier stoeppalen verbonden door stekelkettingen | Woonhuis                  | 18e eeuw                                          |                          | Lindengracht 15          | 52° 53' 42" NB, 5° 38' 44" OL | 33862  | Upload foto                                           |
| Pand onder zadeldak tegen klokgevel met gedecoreerde deklijsten, gezwenkte bekroning en aanzetkrullen | Woonhuis                  |                                                   |                          | Lindengracht 17          | 52° 53' 42" NB, 5° 38' 44" OL | 33863  | Meer afbeeldingen                                     |
| Pand met zolderverdieping onder zadeldak tegen klokgevel met aanzetkrullen, deklijst en kuifstuk. Zesruitsvensters. Vier stoeppalen met kettingen | Woonhuis                  | 1731                                              |                          | Lindengracht 8           | 52° 53' 44" NB, 5° 38' 44" OL | 33864  | Meer afbeeldingen                                     |
| Woonhuis met zolderverdieping onder zadeldak tegen puntgevel. Bewerkte deur. Negenruitsvensters | Woonhuis                  |                                                   |                          | Lindengracht 14          | 52° 53' 43" NB, 5° 38' 44" OL | 33865  | Meer afbeeldingen                                     |
| Huisje onder verdieping. Gepleisterde voorgevel, waarin deur met gesneden kalf in Lodewijk XIV-trant. Topgevel met natuurstenen beeldhouwwerk in Friese Lodewijk XV-stijl, afkomstig van het huis Nieuwe Buren 23 te Lemmer. Hardstenen stoeppalen met kettingen   | Woonhuis                  | 18e eeuw                                          |                          | Lindengracht 16          | 52° 53' 42" NB, 5° 38' 44" OL | 33866  | Meer afbeeldingen                                     |
| Pand onder voor afgeschuind zadeldak met topschoorsteen. 8-ruitsvensters, oude deur en bovenlicht | Werk-woonhuis             |                                                   |                          | Voorstreek 107           | 52° 53' 38" NB, 5° 38' 44" OL | 33867  | Meer afbeeldingen                                     |
| Eenvoudig pand onder voor afgeschuind zadeldak met topschoorsteen | Woonhuis                  | 18e eeuw                                          |                          | Voorstreek 109           | 52° 53' 39" NB, 5° 38' 44" OL | 33868  | Meer afbeeldingen                                     |
| Pand onder zadeldak tegen achtertopgevel, voor afgeschuind. Negenruitsvensters, bovenlicht, topschoorsteen met bord | Woonhuis                  | 1691                                              |                          | Voorstreek 111           | 52° 53' 39" NB, 5° 38' 42" OL | 33869  | Meer afbeeldingen                                     |
| Eenvoudig pand onder voor afgeschuind zadeldak met topschoorsteen. Versierde kroonlijst en dakkapel | Werk-woonhuis             |                                                   |                          | Voorstreek 113           | 52° 53' 39" NB, 5° 38' 43" OL | 33870  | Meer afbeeldingen                                     |
| Pand onder zadeldak tegen klokgevel met gebeeldhouwde aanzetkrullen, deklijst en bekroning, midden 18e eeuw | Woonhuis                  | ca. 1750                                          |                          | Voorstreek 115           | 52° 53' 40" NB, 5° 38' 42" OL | 33871  | Meer afbeeldingen                                     |
| Pand met zolderverdieping onder zadeldak tegen puntgevel. Stoephek | Woonhuis                  |                                                   |                          | Voorstreek 117           | 52° 53' 40" NB, 5° 38' 43" OL | 33872  | Meer afbeeldingen                                     |
| Pand zonder verdieping onder voor afgeschuind zadeldak met topschoorsteen. 12-ruitsvensters, gesneden deur, bovenlicht en bijpassende dakkapel | Woonhuis                  | 18e eeuw                                          |                          | Voorstreek 119           | 52° 53' 41" NB, 5° 38' 42" OL | 33873  | Meer afbeeldingen                                     |
| Pandjes onder voor afgeschuind zadeldak en uitbouw onder helft van de luifel | Woonhuis                  |                                                   |                          | Voorstreek 106           | 52° 53' 38" NB, 5° 38' 44" OL | 33874  | Meer afbeeldingen                                     |
| Pand onder zadeldak tegen gepleisterde topgevel | Woonhuis                  |                                                   |                          | Voorstreek 108           | 52° 53' 38" NB, 5° 38' 44" OL | 33875  | Meer afbeeldingen                                     |
| Diep pand onder zadeldak tussen topgevel achter en klokgevel met gebeeldhouwde aanzetkrullen, deklijst en bekroning | Woonhuis                  | 1750                                              |                          | Voorstreek 114           | 52° 53' 40" NB, 5° 38' 42" OL | 33876  | Meer afbeeldingen                                     |
| Pand met volledige verdieping onder zadeldak met voorschild. Gevel gepleisterd en bekroond door forse kroonlijst met triglyphen en metopen; bijpassende dakkapel bekroond door fronton, deuromlijsting en vensteromlijstingen. Vijf stoeppalen met stekelkettingen | Woonhuis                  | oorspr. 17e eeuw 1800-1850 (gevel)                |                          | Voorstreek 116           | 52° 53' 40" NB, 5° 38' 42" OL | 33877  | Meer afbeeldingen                                     |
| Onderkelderd pand met zolder. Vlieringverdieping onder zadeldak tegen puntgevel versierd met boog- en negblokken | Woonhuis                  | 1644                                              |                          | Voorstreek 118           | 52° 53' 41" NB, 5° 38' 42" OL | 33878  | Meer afbeeldingen                                     |
| De Zeven Wouden | Woonhuis                  | waarsch. 19e eeuw                                 |                          | Voorstreek 120           | 52° 53' 41" NB, 5° 38' 42" OL | 33879  | Meer afbeeldingen                                     |
| Aardwerken van belang wegens krijgshistorische waarde | Omwalling                 |                                                   |                          | bij Bolwerk Zuidzijde 81 | 52° 53' 41" NB, 5° 38' 36" OL | 33880  | Aardwerken van belang wegens krijgshistorische waarde |
| Grote boerderij van het kop-romp type; onderkelderd woongedeelte waarvan zesruitsvensters. Twee schoorstenen met borden. Zandlopervormige beschildering op de inrit. Kleine vensters in het schuurgedeelte                                                         | Boerderij                 |                                                   |                          | Wijckelerweg 171         | 52° 53' 37" NB, 5° 38' 31" OL | 33881  | Meer afbeeldingen                                     |
| Boogbrug (en de zuidelijk daarvan gelegen houten voetbrug) | Brug                      |                                                   |                          | bij Dubbelstraat 214     | 52° 53' 41" NB, 5° 38' 44" OL | 33882  | Meer afbeeldingen                                     |
| Boerderij | Stelpboerderij            | 1881                                              | H. Luiking               | Spanjaardsdijk 25        | 52° 53' 39" NB, 5° 38' 54" OL | 513653 | Meer afbeeldingen                                     |
| Koetshuis | Boerderij                 | 1881                                              | H. Luiking               | bij Spanjaardsdijk 25    | 52° 53' 39" NB, 5° 38' 54" OL | 513654 | Upload foto                                           |
| Sint-Fredericuskerk | Kerk en kerkonderdeel     | 1933                                              | A.H. Witteveen           | Kapelstreek 223          | 52° 53' 44" NB, 5° 38' 41" OL | 513658 | Meer afbeeldingen                                     |